# یوسی اوگاساوارا
یوسی اوگاساوارا (انگلیسی: Yusei Ogasawara؛ زادهٔ ۱۶ آوریل ۱۹۸۸) بازیکن فوتبال اهل ژاپن است.